# Gueorgui Glushkov
Gueorgui Nikolov  Glushkov (búlgaro: Георги Николов Глушков; Tryavna, 10 de enero de 1960 en Triavna) es un exjugador búlgaro de baloncesto que se convirtió en el primer jugador de un país del Bloque del Este en jugar en la NBA.

## Carrera

### Europa
Con 17 años, Glushkov comenzó a jugar en la selección nacional de Bulgaria. En el Akademik Varna a mediados de los años 80, el búlgaro se convirtió en uno de los mejores jugadores del Viejo Continente tras promediar 23 puntos y 19 rebotes en la temporada 1984-85. A partir de ese momento, la NBA comenzó a fijarse en él.

### NBA
Phoenix Suns le seleccionó en la novena posición de la séptima ronda del Draft de 1985 y le firmaron el contrato el 25 de septiembre del mismo año. Debido a que Glushkov sabía muy poco inglés, iba siempre acompañado de Bozhidar Takev, un entrenador búlgaro que hacía de traductor.
Al comenzar la temporada, Glushkov impresionó a los Suns gracias a su capacidad reboteadora, convirtiéndose en uno de los fijos en la rotación del equipo. Sin embargo, a medida que la campaña avanzó, comenzó a ganar peso y su productividad disminuyó. Dentro de la organización de los Suns se atribuía su peso a su gusto por la comida rápida americana y los dulces, pero también se rumoreaba que experimentaba con esteroides. Finalizó la temporada 1985-86 promediando 4,9 puntos, 3,3 rebotes y 15,8 minutos de juego en 49 partidos.
Cuando llegaron las ligas de verano, Glushkov pesaba 25 libras menos respecto al final de la temporada pasada. A pesar de ello, tras un pobre rendimiento en las mismas, los Suns aconsejaron al jugador su regreso a Europa.
El búlgaro regresó a su tierra y continuó jugando al baloncesto hasta el año 2003. Tras su paso por la NBA, en el Phonola Caserta italiano fue donde tuvo más éxito, jugando la final de la Recopa de Europa de Baloncesto que perdieron ante el Real Madrid.

## Equipos
- 1976–1979:  BC Yambol
- 1980–1982:  PBC CSKA Sofia
- 1984-1985:  Cherno More Varna
- 1985-1986:  Phoenix Suns
- 1986-1990:  Juvecaserta Basket
- 1990-1991:  Pallacanestro Reggiana
- 1991-1992:  Cherno More Varna
- 1992-1993:  Saski Baskonia
- 1993-1996:  Cherno More Varna
- 1996-1997:  Mens Sana Siena